# (6245) Ikufumi
(6245) Ikufumi est un astéroïde de la ceinture principale.

## Description
(6245) Ikufumi est un astéroïde de la ceinture principale. Il fut découvert le 27 septembre 1990 à Oohira par Takeshi Urata. Il présente une orbite caractérisée par un demi-grand axe de 2,30 UA, une excentricité de 0,18 et une inclinaison de 8,0° par rapport à l'écliptique.

## Compléments